# Avenue Jean-Gonord
L'avenue de l'Hers (en occitan : avenguda Jean Gonord) est une voie de Toulouse, chef-lieu de la région Occitanie, dans le Midi de la France.

## Situation et accès

### Description
L'avenue Jean-Gonord est une voie publique. Elle se trouve dans le quartier du Château-de-l'Hers.
Elle naît au niveau du rond-point Henrietta-Swan-Leavitt, au carrefour de l'impasse René-Couzinet et de la rue Maurice-Hurel, dans le prolongement de l'avenue Marcel-Dassault. Longue de 1130 mètres environ, elle est orientée au nord. Elle reçoit, au niveau du rond-point de la Mission-Rosetta, la rue Adrienne-Bolland à gauche, et la voie d'accès à la Cité de l'espace à droite. Elle reçoit ensuite successivement, à gauche, la rue Firmin-Boissin, puis le chemin de Limayrac. Elle se termine au carrefour de l'avenue de Castres, tout près de l'échangeur no 17 - Lasbordes de l'autoroute des Deux Mers (A61).
La chaussée compte une voie de circulation automobile dans chaque sens. Il n'existe pas d'aménagement cyclable.

### Voies rencontrées
L'avenue Jean-Gonord rencontre les voies suivantes, dans l'ordre des numéros croissants (« g » indique que la rue se situe à gauche, « d » à droite) :
1. Impasse René-Couzinet (g)
2. Rue Maurice-Hurel (d)
3. Rond-point Henrietta-Swan-Leavitt
4. Chemin de Firmis - accès piéton (g)
5. Rond-point de la Mission-Rosetta
6. Rue Adrienne-Bolland (g)
7. Rue Firmin-Boissin (g)
8. Chemin de Limayrac (g)
9. Avenue de Castres

## Odonymie
L'avenue est nommée en hommage à Jean Gonord (1903-1988). Engagé à 18 ans dans la Marine, il est affecté à l'« Aéronavale » où il devient rapidement pilote d'essai pour les nouveaux matériels. En 1930, il quitte l'armée et rejoint l'entreprise Latécoère où il poursuit sa carrière de pilote d'essai et il participe à la mise au point de plusieurs avions. En 1940, il rejoint la société Louis Breguet, puis en 1946 la nouvelle société fondée par René Leduc. Il met un terme à sa carrière de pilote en 1953.

## Patrimoine et lieux d'intérêt

### Z.A.C. La Grande Plaine
- no  9 : maison des Professions de Santé. 
La maison des Professions de santé est ouverte en 2002. Elle regroupe les principales instances de la santé de la région – institutions publiques et privées, associations de médecins, chirurgiens, dentistes et pharmaciens[1]. Elle est en particulier le siège des conseils départementaux de la Haute-Garonne de l'ordre des médecins, de l'ordre des chirurgiens dentistes et de l'ordre des pharmaciens.

- no  17 : maison de la Chasse et de la Nature. 
La maison de la Chasse et de la Nature regroupe le siège de plusieurs associations d'amateurs et de professionnels de la chasse, locales et nationales, telles que la fédération départementale des chasseurs de la Haute-Garonne, la fédération nationale des chasses professionnelles, l'union des lieutenants de louveterie de la région Occitanie, l'association de la 15e région de louveterie, l'association départementale des Chasseurs de Grand Gibier de la Haute-Garonne, l'association départementale des lieutenants de louveterie de la Haute-Garonne, l'association des piégeurs agréés de la Haute-Garonne et l'association pour la recherche du grand gibier blessé 31.

### Parc de la Grande Plaine
Le parc de la Grande Plaine est aménagé en 1991, dans le cadre de l'aménagement de l'avenue Jean-Gonord et de la zone d'aménagement concerté (Z.A.C.) de la Grande Plaine. Il occupe une vaste quadrilatère de 10 hectares, limité à l'ouest par l'avenue Jean-Gonord, au nord par l'avenue de Castres, à l'est par le périphérique (autoroute A61) et au sud par la Cité de l'espace. Il s'inscrit dans le corridor biologique de l'Hers et il est d'ailleurs prolongé par la voie verte de la Vallée de l'Hers qui rejoint, au nord, au-delà de l'avenue Jean-Chaubet, la zone verte des Argoulets, et, au sud, la route de Revel. Il regroupe plusieurs zones d'activités ludiques et sportives : une aire de jeux pour enfants, un skatepark, un circuit de BMX, un parcours de jogging, deux terrains de football. Le parc est paysagé et une partie est occupée par une roseraie.